# Óscar Sánchez (cyclisme, 1985)
Pour les articles homonymes, voir Óscar Sánchez, Sánchez et Guarin.
Sánchez  Guarín est un nom espagnol. Le premier nom de famille, en général paternel, est Sánchez ; le second, en général maternel, souvent omis, est Guarín.
Óscar Eduardo Sánchez Guarín, né le 14 mai 1985 à Manizales (département de Caldas), est un coureur cycliste colombien.

## Repères biographiques
Il intègre la formation GW Shimano pour la saison 2011 après avoir porté les couleurs de l'équipe Colombia es Pasión durant de nombreuses saisons.

### Saison 2013
En tête du classement provisoire de l'UCI America Tour 2013, après ses victoires dans les Tours du Costa Rica et du Guatemala, le nouveau capitaine de route de la formation GW Shimano fait partie des favoris au départ du Tour de Colombie. Bien qu'il perde du temps dès la deuxième étape, dans une cassure, il semble être dans la course pour le titre jusqu'à sa ville natale. Où il devient le premier Manizaleño à remporter une victoire à domicile. Mais le lendemain, il chute en début d'étape et se retrouve définitivement écarté de la lutte finale, en terminant à sept minutes de la tête. Jouant dès lors le rôle d'équipier modèle pour Jonathan Millán, leader de la course, il abandonne lors de la douzième étape, se ressentant toujours de sa chute. Ne participant plus à aucune course de l'UCI America Tour 2013, à partir de son Tour national, Sánchez se classe à la deuxième place du classement final, seulement devancé par son compatriote Janier Acevedo.

## Palmarès
- 2003
  -  Champion de Colombie sur route juniors
  - 2e du championnat de Colombie du contre-la-montre juniors
- 2006
  - 4e étape de la Vuelta al Tolima
  - 4e étape de la Vuelta a Cundinamarca
  - 1re étape du Tour du Guatemala
- 2007
  - Tour de Colombie espoirs :
    - Classement général
    - 3e et 4e étapes

  - 4e étape de la Ronde de l'Isard d'Ariège
- 2011
  - 4e étape de la Vuelta a Boyacá
- 2012
  - 4e étape du Clásico RCN
  - Tour du Costa Rica (es) :
    - Classement général
    - 5e et 7e étapes
- 2013
  - Tour du Guatemala (es) :
    - Classement général
    - 5e étape

  - 6e étape du Tour de Colombie
  - 2e de l'UCI America Tour
- 2014
  - 2e étape du Tour du Rio Grande do Sul
  - 2e du Tour du Rio Grande do Sul
- 2018
  - 1re étape du Tour of the Gila
  - 5e étape du Tour du Michoacán
  - 3e du Tour du Michoacán

## Classements mondiaux
| Année            | 2012 | 2013 | 2014 | 2015 | 2016 | 2017 |
| ---------------- | ---- | ---- | ---- | ---- | ---- | ---- |
| UCI America Tour | 393e | 2e   | 53e  | nc   | 498e | 476e |
| UCI Europe Tour  |      |      |      |      |      | 748e |